# William Verner
William Franklyn „Bill” Verner (ur. 24 czerwca 1883 w hrabstwie Grundy w stanie Illinois, zm. 1 lipca 1966 w Pinckney w stanie Michigan) – amerykański lekkoatleta, średnio- i długodystansowiec, dwukrotny wicemistrz olimpijski z 1904.
Od 1903 studiował na Uniwersytecie Purdue, gdzie dał się poznać jako utalentowany biegacz.
Wystąpił w czterech konkurencjach lekkoatletycznych na igrzyskach olimpijskich w 1904 w Saint Louis jako członek Chicago Athletic Association. Zdobył srebrny medal w biegu na 1500 metrów za Jimem Lighbodym, a drugi taki medal w biegu drużynowym na 4 mile, gdzie występował w drużynie mieszanej Chicago Athletic Association. Zajął również 4. miejsce w biegu na 2590 metrów z przeszkodami oraz 6. miejsce w biegu na 800 metrów.
Mógł startować na igrzyskach międzyolimpijskich w 1906 w Atenach, ale zrezygnował, gdyż wolał być kapitanem drużyny Uniwersytetu Purdue. Ukończył studia jako inżynier mechanik w 1906. Od 1908 uczył geometrii wykreślnej i rysunku technicznego na Uniwersytecie Michigan, a później pracował jako inżynier w biurze skarbnika hrabstwa Washtenaw w Michigan.